# Братский алюминиевый завод
Публичное акционерное общество «РУСАЛ Братский алюминиевый завод» (ПАО «РУСАЛ Братск», или сокращенно «БрАЗ») — крупнейший алюминиевый завод в России и один из крупнейших в мире. Производит 30 % всего производимого в России и 4 % мирового алюминия. Входит в состав алюминиевой компании РУСАЛ.

## История
Завод введён в эксплуатацию в 1966 году. 15 июля был произведен пробный пуск первого электролизера завода, а 25 июля был получен первый алюминий. Построен в 15-ти км от Братска, в 60-ти км от Братской ГЭС. В 1969—1973 гг. вводились в эксплуатацию новые производственные мощности.
Приватизация завода произошла в 1993 году, было выпущено 5 505 305 обыкновенных акций номиналом 0,2 рубля (200 неденоминированных рублей на тот момент). На сегодняшний момент уставной капитал не изменялся и составляет 1 101 061 руб.
В 1996—1999 годах завод находился под контролем Trans World Group братьев Черных (директор «БрАЗа» Борис Сергеевич Громов). С 2000 входит в состав ОАО «Русский алюминий» (директора Баранцев А. Г., Берстенев В. В., Филиппов С. В., Волвенкин А. Ю. и Зенкин Е. Ю.)[уточнить], принадлежащего Олегу Дерипаске.

## Производство
Проектная мощность завода составляет 915 тыс. тонн алюминия в год. После модернизации, начатой в 2007 г., производительность завода была увеличена, в 2008 г. БрАЗ первым в мире произвел рекордные 1 млн тонн алюминия. С того момента производительность Братского алюминиевого завода - порядка 1 млн тонн алюминия в год. Всего за свою историю БрАЗ выпустил более 40 млн тонн первичного алюминия. Алюминий на БрАЗе производится в электролизерах с самообжигающимися анодами на основе технологии Soderberg. Производственная структура включает 25 корпусов электролиза, 3 литейных отделения, цех анодной массы, цех по производству кристаллического кремния (входил в состав БрАЗа до 2003 г., сейчас это ООО «БЗФ»), цех по производству фторсолей.
В начале 2008 года введён в эксплуатацию новый литейный комплекс проектной мощностью 100 тыс. тонн плоских слитков в год.

РУСАЛ, Братский алюминиевый завод

БрАЗ работает от энергии Братской ГЭС, и потребляет около 75 % производимой ею электроэнергии. Глинозем поставляется помимо Ачинского глинозёмного комбината из Казахстана, Гвинеи, Австралии и Италии.
Основная продукция:
- алюминий высокой чистоты в чушках марок А995-А95 (масса 15 кг);
- алюминий технической чистоты в Т-образных чушках (слитках);
- слитки алюминиевые и алюминиевые сплавы: слитки плоские для проката из алюминия технической чистоты, алюминиевых сплавов марок АМг2 и АМг3;
- алюминиевая катанка электротехническая, полутвердая II-АКЛП-ПТ-7Е, I-АКЛП-ПТ-5Е, алюминиевая катанка для раскисления стали АКЛП АВ.

Завод сертифицирован на соответствие стандартам ISO:9001, ISO:14001, OHSAS:18001.
В рамках реализации экологической программы на БрАЗе с 2012 года монтируют современные высокоэффективные газоочистные установки. Также металлурги внедряют технологию «Экологический Содерберг», ведут реконструкцию шламовых полей. Выполняются работы по переработке и утилизации отходов производства, мониторингу окружающей среды и обустройству санитарно-защитной зоны предприятия. Инвестиции компании РУСАЛ в экологические проекты БрАЗа в 2019 году превысили 2 млрд рублей. Братские металлурги системно ведут работу по сокращению издержек, энергосбережению и снижению себестоимости продукции.